# Paolo Bianco (Fußballspieler)
Paolo Bianco (* 20. August 1977 in Foggia, Italien) ist ein ehemaliger italienischer Fußballspieler und aktueller -trainer.

## Spielerkarriere
Paolo Bianco startete seine Karriere als Fußballer bei US Foggia in seiner Heimatstadt. Beim ehemaligen Erstligisten spielte er bereits als Jugendspieler. Im Jahr 1999 wurde Bianco in die erste Mannschaft befördert. Nach fast 100 Spielen verließ Bianco 1999 den Amateurclub und unterschrieb einen Vertrag beim Zweitligisten FBC Treviso. Dort blieb er fünf Jahre, ehe er zum ambitionierten Catania Calcio wechselte.
Mit Catania stieg Bianco in der Saison 2005/06 zwar in Italiens höchste Liga auf, verließ den Club jedoch, um einen Vertrag beim Ligarivalen Cagliari Calcio zu erhalten. Im Sommer 2009 unterzeichnete er bei Atalanta Bergamo, im Juli 2010 schloss sich der Defensivakteur dem Zweitligisten US Sassuolo Calcio an. Im Jahr 2015 beendete er seine Karriere.
Bianco war kurzzeitig Mitglied der italienischen U-21-Auswahl, für die er am 22. April 1998 im Heimspiel gegen Wales sein einziges Länderspiel absolvierte. Italien gewann die Partie mit 2:1.

## Trainerkarriere
Bianco war von 2015 bis 2018 Co-Trainer von Paolo Mandelli. 2019 wechselte er in den Stab von Roberto De Zerbi, für den er bis 2022 bei der US Sassuolo Calcio und Schachtar Donezk aktiv war. Von 2022 bis 2023 war er bei Juventus Turin Assistent von Massimiliano Allegri. Seit 2023 war er erstmals Cheftrainer und betreut den in der Serie B spielenden FC Modena. Dort wurde er im April 2024 freigestellt. Am 18. Februar 2025 übernahm er den Ligakonkurrenten Frosinone Calcio. Bereits nach einem halben Jahr verließ Bianco den Verein wieder und übernahm die AC Monza, die gerade in die Serie B abgestiegen war.

## Erfolge
- 2005/06 – Aufstieg in die Serie A mit Catania Calcio